# Bahnhof Marbach (Neckar)
Der Bahnhof Marbach (Neckar) liegt an der Bahnstrecke Backnang–Ludwigsburg und wird von der Linie S4 der Stuttgarter S-Bahn bedient. Bis 1966 war er außerdem Ausgangspunkt der schmalspurigen Bottwartalbahn. Diese führte einst bis Heilbronn Süd und war zuletzt nur noch bis zur Spitzkehre an der Gemarkungsgrenze zu Murr in Betrieb. Dort zweigte die mittlerweile ebenfalls stillgelegte Anschlussbahn zum Kraftwerk Marbach ab.

## Geschichte

### Planung und Bau
Als Teil der neuen Ost-West-Verbindung von der bayerischen Grenze bei Crailsheim zur badischen Grenze bei Mühlacker (und weiter ins Kohlenrevier im pfälzisch-saarländischen Grenzraum) bauten die Königlich Württembergischen Staats-Eisenbahnen die Bahnstrecke von Backnang nach Bietigheim. Die Stadt Marbach hatte längst Bittschriften an die Regierung verfasst und erhielt nun den ersehnten Anschluss an das Eisenbahnnetz. 1875 begannen die Bauarbeiten. Ein riesiger Viadukt aus Eisenfachwerk und Sandsteinpfeilern überspannte das Neckartal zwischen Marbach und Benningen. Um die Trasse möglichst ortsnah zu errichten, musste ein Stück des Friedhofs eingeebnet werden. Die Alexanderkirche, eine Wehrkirche aus dem 15. Jahrhundert, verlor den nördlichen Teil ihrer Ummauerung, sowie zwei Mauertürmchen. Der Bahnhof entstand zirka einen halben Kilometer nordöstlich des Stadtkerns. Das heute noch erhaltene Empfangsgebäude fiel repräsentativer aus als die anderen auf der Strecke. Der Mittelbau mit seinen zwei Seitenrisaliten hat drei Stockwerke. Das Erdgeschoss besteht aus Sandstein, die Obergeschosse aus Backstein. Auch der Güterschuppen aus jener Zeit existiert noch.

### Staats- und Reichsbahnzeit

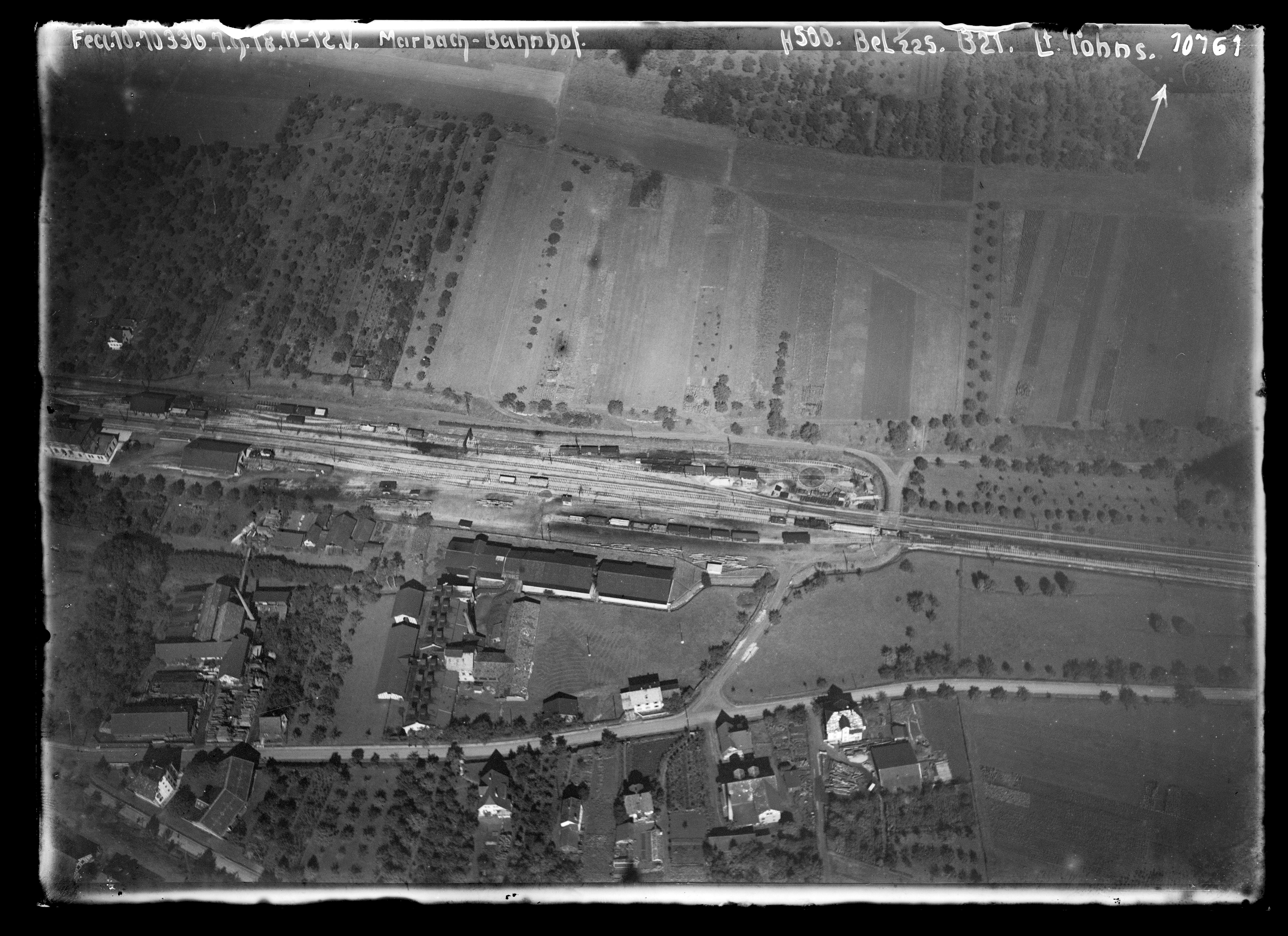
Luftbild des Bahnhofs, September 1918

Am 8. Dezember 1879 konnte die Bahnstrecke in Betrieb genommen werden, mit ihr der Bahnhof Marbach, der kurze Zeit später den Zusatz am Neckar erhielt, um ihn vom Bahnhof Marbach (Baden) an der Badischen Schwarzwaldbahn zu unterscheiden.
Anfangs mäßig, erhöhte sich der Personenverkehr auf der Strecke, als 1881 der Abzweig zwischen Beihingen und Ludwigsburg fertiggestellt war. Beihingen-Heutingsheim galt auch als möglicher Ausgangspunkt der Bottwarbahn, doch Marbach konnte sich dagegen behaupten. Die Gleise der Schmalspurbahn lagen im nördlichen Bereich des Bahnhofs. Zu ihrer Ausstattung gehörten eine Drehscheibe, ein Güterschuppen und eine Rollbockgrube. 1894 fuhren die ersten Züge nach Beilstein, 1900 dann bis zum Heilbronner Südbahnhof. 1906 erhielt das Empfangsgebäude auf der östlichen Seite einen einstöckigen Anbau, um weitere Diensträume unterzubringen.
Den größten Andrang erlebte der Bahnhof im Juni 1934. Grund war der 175. Geburtstag Friedrich Schillers, dem bedeutendsten Sohn der Stadt. Die Sonderzüge, die die Bezeichnung Schiller-Zug trugen, brachten tausende Besucher zu den anstehenden Festakten, Theaterwochen und Aufmärschen. Es handelte sich um eine nationalsozialistische Großveranstaltung zur Sonnwendfeier, denn der Geburtstag des Dichters ist der 10. November.

### Bundesbahnzeit
In den letzten Tagen des Zweiten Weltkriegs sprengten abrückende Truppen der Wehrmacht den Neckarviadukt. Durch Luftangriffe kam es zu schweren Beschädigungen des Streckenabschnitts Beihingen-Heutingsheim–Bietigheim. Von Marbach nach Bietigheim fuhr nie wieder ein Zug. Der Wiederaufbau schien nicht lohnend. Am 29. September 1966 stellte die Bundesbahn den Personenverkehr auf der Bottwartalbahn ein. Einst war diese Strecke eine der am stärksten frequentierten Schmalspurbahnen in Südwestdeutschland, nun wurden die Züge durch Omnibusse ersetzt. Güterverkehr fand ab 1968 nur noch bis Steinheim und zum Kraftwerk statt. Die Gleise wurden hierfür auf Normalspur umgespurt.
Für den Anschluss an das Netz der Stuttgarter S-Bahn baute man den Bahnhof um und elektrifizierte die Strecke vorerst bis Marbach. Die am 28. September 1980 eröffnete S4 ermöglichte eine direkte Verbindung in die Landeshauptstadt. 1989 endete der Güterverkehr nach Steinheim.

### Deutsche Bahn AG
Um die Jahrtausendwende wurde auch das letzte Teilstück der Bottwartalbahn bis zum Abzweig zum Kraftwerk offiziell stillgelegt. Am 8. Dezember 2012 löste Backnang Marbach als Endbahnhof der S4 ab. Seitdem ist die Bahnstrecke Backnang–Ludwigsburg wieder umsteigefrei befahrbar. Für dieses Vorhaben baute die Deutsche Bahn von Dezember 2005 bis Dezember 2012 die Strecke und die Bahnhöfe zwischen Marbach und Backnang aus und um.
Den in den 1990er Jahren aufgekommenen Plänen zur Reaktivierung der Bottwartalbahn von Marbach bis Beilstein stehen das Land Baden-Württemberg und die Kommunen aufgrund der zu erwartenden hohen Kosten und der Ungewissheit über die Rentabilität ablehnend gegenüber.
Im November 2021 kündigte die Deutsche Bahn an, 350.000 Euro aus einem Konjunkturprogramm für eine Modernisierung des Bahnhofs aufzuwenden.

## Bahnbetrieb
Der Bahnhof hat zwei Durchgangsgleise und ein Kopfgleis. Auf Gleis 1 fahren die S-Bahnen nach Backnang. Gleis 2 wird von S-Bahnen nach Stuttgart Schwabstraße genutzt. Gleis 3, das Kopfgleis, wird nur noch als Abstellgleis für S-Bahnen benutzt.
Der Bahnhof Marbach gehört bei der Deutschen Bahn AG der Preisklasse 4 an.
| Linie | Verlauf                                                                                   |
| ----- | ----------------------------------------------------------------------------------------- |
| S 4   | Backnang – Kirchberg – Marbach – Ludwigsburg – Zuffenhausen – Hauptbahnhof – Schwabstraße |